# Santo et le trésor de Dracula
Série
El tesoro de Moctezuma
(1968) Santo contra Capulina
(1968)
Pour plus de détails, voir Fiche technique et Distribution.
Santo et le trésor de Dracula (Santo en el tesoro de Drácula) est un film mexicain, sorti en 1969.

## Fiche technique
- Titre original : Santo en el tesoro de Drácula
- Titre français : Santo et le trésor de Dracula
- Réalisation : René Cardona
- Scénario : Alfredo Salazar
- Direction artistique : Salvador Lozano Mena
- Décors : Carlos Cortes
- Photographie : Raúl Martínez Solares (en)
- Montage : José W. Bustos (en)
- Musique : Sergio Guerrero (en)
- Production : Guillermo Calderón
- Pays d'origine : Mexique
- Format : Noir et blanc - 35 mm - 1,85:1 - Mono
- Genre : action, aventure, horreur, thriller
- Durée : 81 minutes
- Date de sortie :
  - Mexique : 24 juillet 1969
  - France : 8 mai 1974  (en salles), 23 avril 2019 (DVD)

## Distribution
- El Santo (VF : Henry Djanik) : Santo, el Enmascarado de Plata
- Aldo Monti (VF : Dominique Paturel) : le Comte Alducard alias le Comte Dracula
- Noelia Noel (VF : Nicole Favart) : Luisa
- Roberto G. Rivera (VF : Raymond Loyer) : Dr Kur
- Carlos Agostí (VF : Jean-Claude Michel) : Dr César Supulveda
- Alberto Rojas : Perico
- Pili González : Paquita
- Jorge Mondragón (VF : Roger Rudel) : Professor Soler
- Gina Morett : Lupe, the maid
- Fernando Mendoza (VF : Jean-Henri Chambois) : Professor Van Roth
- Jessica Rivano
- Javier Rizo
- Diana Arriaga
- Carlos Suárez : Ratón
- Magali
- Victor Manuel Gonzalez
- Sonia Aguilar : Female vampire
- Guillermo Hernández : Wrestler X (as Guillermo Hernandez 'Lobo Negro')
- Paulette

## Autour du film
C'est le vingtième film de la série des Santo, el enmascarado de plata.